# 반성적 평형
반성적 평형(Reflective Equilibrium)은 철학자 넬슨 굿맨의 논의로부터 시작되었고 존 롤스가 그의 저서 <정의론>에서 이를 다루며 본격적으로 알려지기 시작했다. 그는 '인간은 누구나 정의를 분별하는 감각을 지녔다.'고 주장하며, 이를 전제로 '반성적 평형'의 개념을 소개한다. 쉽게 이야기하면 반성적(상호적)으로 알아가려는 과정, 즉 상호조정과정을 일컫는 개념이다.
어떤 사건이나 이론에 대해 의견 불일치가 생길 경우, 논의를 통해 심사숙고하고 상호수정하여 의견 일치를 끌어내는 방법 또는 이미 끌어낸 상태를 말한다. 존 롤스는 <정의론>에서 정의의 원칙을 만족시키기 위해 효과적으로 사용할 수 있는 방법이 바로 이 '반성적 평형'이라고 주장한다.
1. 시대정신 2010년 겨울호[1]

## 같이 보기
- 무모순적 이론